# Valaya
Valaya is de enige godin van de dwergen in het spel Warhammer van Games Workshop, naast de mannelijke goden Grungni en Grimnir.

## Ontstaan
De dwergengoden werden door de tijd heen langszaam uitgekerfd uit de rotsen. Aangezien de dwergen geloven dat ze rechtstreeks van hun goden afstammen, voelen de dwergen zich nu nog altijd sterk verbonden met rotsen en de aarde.

## Aspecten
Zij is de houdster van het dwergenrijk en van de Clans. Tijdens de komst van Chaos zorgde Valaya ervoor dat de dwergen niet geraakt werden door de kwade magie. Volgens de legende stichtte zij de dwergenhoofdstad van Karaz-A-Karak.

## Schrijnen
In elke vestiging van de dwergen kan je wel een schrijn voor deze godin vinden. De rijkste vereringsplaatsen zijn te vinden in Karaz-A-Karak, de stad die zij volgens de legende heeft gesticht.